# Chabournay
Chabournay – miejscowość i gmina we Francji, w regionie Nowa Akwitania, w departamencie Vienne.
Według danych na rok 1990 gminę zamieszkiwało 689 osób, a gęstość zaludnienia wynosiła 118 osób/km² (wśród 1467 gmin regionu Poitou-Charentes Chabournay plasuje się na 439. miejscu pod względem liczby ludności, natomiast pod względem powierzchni na miejscu 1040.).